# 神戸港港島トンネル
神戸港港島トンネル（こうべこうみなとじまトンネル、通称：港島トンネル）は、神戸港新港東ふ頭とポートアイランドとを結ぶ道路トンネル。
危険物積載車両、50CC以下の原付、軽車両（自転車やリヤカーなど）および歩行者は通行禁止である。

## 歴史・将来
神戸大橋の混雑緩和と神戸空港へのアクセス改善を目的に1992年に着工、1999年7月30日に開通した。新港第5 - 第8突堤が新港東ふ頭と改称する1997年以前に着工しており、新港側陸上トンネル部は旧・新港第6突堤に設けられている。全長約1,600mで、海底部分は延長580m・水深12m。料金所のスペースが新港側に設置されているが、開通以来2023年1月現在でも通行料金は無料。新港側約1,200mは片側2車線、ポートアイランド側約400mは片側1車線で渋滞が慢性化していたが、2008年度より1車線部分を2車線に拡幅し、ポートアイランド側を225m延伸して新たな出入口を整備する工事が行われ、2011年7月2日13時に供用開始された。
将来的には、地域高規格道路神戸中央線の一部として、阪神高速32号新神戸トンネルとの接続に向け工事が進められている。

## 工法
海底部分のうち520mは、6基の沈埋函を連結する沈埋工法により建設された。沈埋函は1基あたり幅35m・高さ9m・長さ90m・重量42,000トンで、2層の鋼板の間にコンクリートを充填したフルサンドイッチ構造が世界で初めて採用された。